# Frane Borelli
Knez Frane (Franjo, Francesco) Borelli je bio hrvatski lokalni političar. Jedan od najzaslužnijih promicatelja modernizacije Dalmacije za neoapsolutizma.  Rodom iz hrvatske plemenitaške obitelji Borellija Vranskih.
Zadarski načelnik od 1841. do 1844. godine.
Bio je predsjednik Poljoprivrednog društva u Zadru. Zalagao se za željezničku prugu koja bi povezivala Dunav i Dalmaciju u novoj austrijskoj luci, sjeverozapadno od ušća Neretve. 
Središnje poljodjelsko društvo kojem je bio na čelu organiziralo je prvu dalmatinsku poljodjelsku izložbu koja je održana u Zadru 1855. godine.
Kad je 1860. car je odlučio obnoviti ustavni i politički život te je sazvao prošireno carsko vijeće, predstavnici Hrvatske i Slavonije, Vranyczany i Strossmayer, potakli su pitanje sjedinjenja Dalmacije s kraljevinama Hrvatskom i Slavonijom. Predstavnik Dalmacije, Frane Borelli, priznao je da su Talijani u manjini, ali je smatrao da još nije došlo vrijeme za taj korak. 
Bio je zastupnik izbornog područja Zadra na izborima Izbori za Dalmatinski sabor 1861. godine. Izabran je kao zastupnik Narodne stranke.